# Bury Your Dead
I Bury Your Dead sono un gruppo musicale statunitense formatosi a Boston, Massachusetts, nel 2001.

## Formazione

### Formazione attuale
- Mat Bruso – voce (2003-2007, 2011-presente)
- Brendan "Slim" MacDonald – chitarra (2001-presente)
- Chris Towning – chitarra (2008-presente)
- Aaron "Bubble" Patrick – basso (2006-2009, 2011, 2016-presente)
- Mark Castillo – batteria, percussioni (2001-2002, 2004-2011, 2016-presente)

### Ex componenti
- Steve Kent – basso (2001)
- Rich Casey – basso (2001, 2003-2006)
- Jesse Viens – chitarra (2001-2002)
- Joe Krewko – voce (2001-2003)
- Jay Crowe – chitarra (2002)
- Rich Gaccione – chitarra (2002-2003)
- Matt Lacasse – basso (2002-2003)
- Mike Nunez – voce (2003)
- Dan O'Connor – chitarra (2003)
- Chris Sansone – batteria (2003)
- Eric Ellis – chitarra (2004-2008)
- Michael Crafter – voce (2007)
- Myke Terry – voce (2007-2011)
- Chris Cain – basso (2009-2011)
- Sean Chamilian – basso (2011)
- Dustin Schoenhofer – batteria (2011-2015)

## Discografia

### Album in studio
- 2003 – You Had Me at Hello
- 2004 – Cover Your Tracks
- 2006 – Beauty and the Breakdown
- 2008 – Bury Your Dead
- 2009 – It's Nothing Personal
- 2011 – Mosh n' Roll

### Album dal vivo
- 2005 – Alive